# Blaze de Chicago
Le Blaze de Chicago (en anglais : Chicago Blaze) était une franchise de basket-ball féminin de la ville de Chicago, appartenant à la NWBL. La franchise a disparu en 2005.

## Palmarès
- Finaliste de la NWBL : 2002

## Joueuses célèbres ou marquantes
- Tamika Catchings